# Berg Olles parhärbre

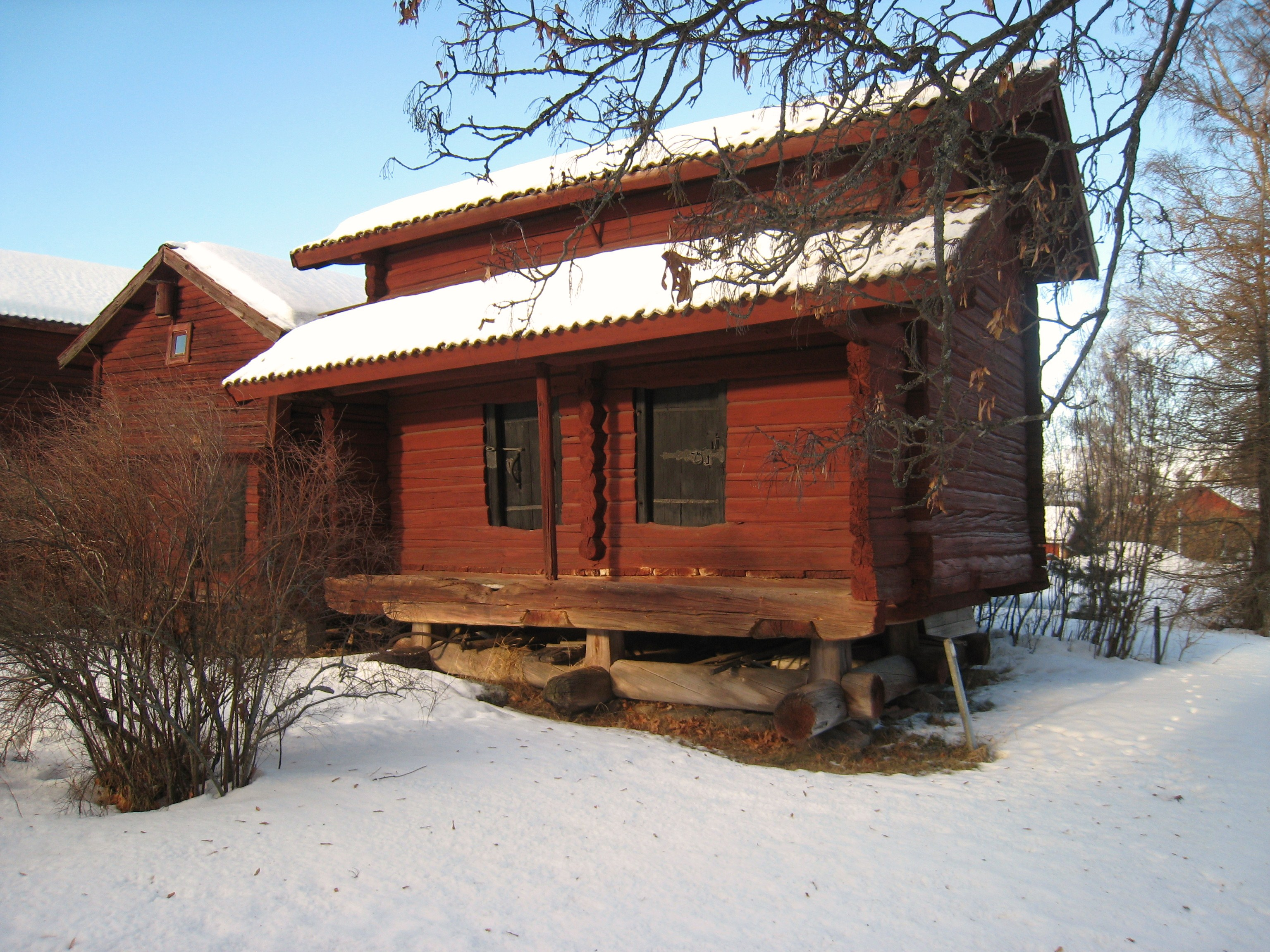
Berg Olles parhärbre är ett långsideshärbre med svale under förtak.

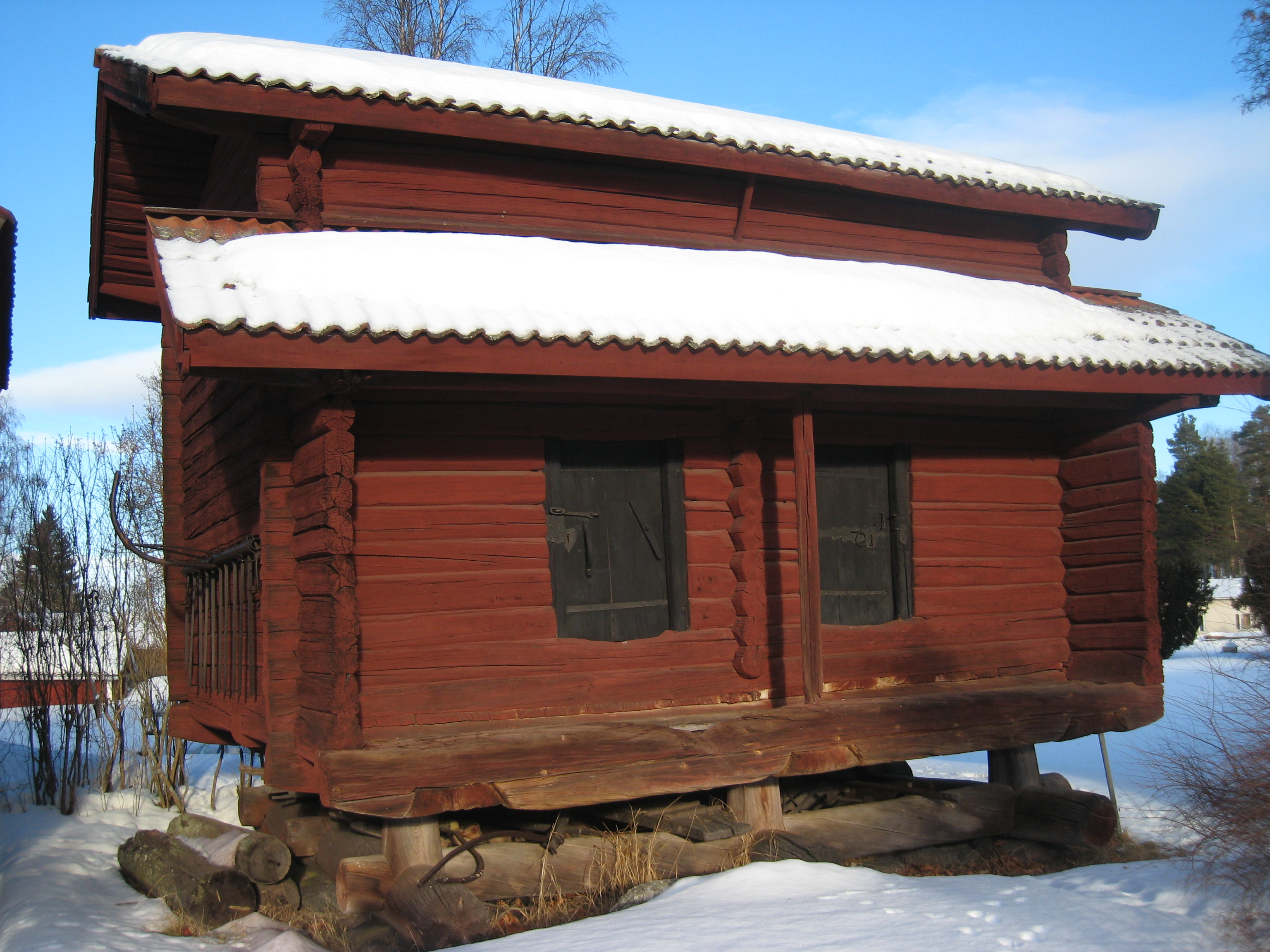
Berg Olles parhärbre i januari 2011.

Berg Olles parhärbre är ett härbre på Berg Olles gård i byn Övre Heden nära Insjön, Dalarnas län. Härbret är ett knuttimrat långsideshärbre med svale, troligen byggt på 1620-talet. Häbret ger en tydlig bild av den status, som ett härbre hade för den självägande allmogen i Siljansbygden. Byggnaden är mycket välbevarad på ursprunglig plats och visar på hög byggnadsteknisk kvalitet med stor detaljomsorg och hantverksskicklighet. Vid denna tid började dalkarlarnas skicklighet som timmermän att efterfrågas för bygg- och anläggningsarbeten i stora delar av det svenska riket. Berg Olles parhärbre utgör ett viktigt bidrag till historien om den svenska byggnadskulturen och den särpräglade timmerhuskulturen i Dalarna. Länsstyrelsen i Dalarnas län byggnadsminneförklarade härbret den 3 september 2007.

## Historik
Parhärbret har vid flera tillfällen under 1900-talet uppmärksammats av kulturhistoriker. Författaren Karl-Erik Forsslund berättar om det i bokverket Med Dalälven från källorna till havet år 1923. I Olle Hommans inventeringar av timmerhuskulturen i Dalarna är härbret uppmätt och beskrivet vid ett flertal tillfällen mellan åren 1923 och 1965. Byn Övre Heden ligger på den av en isälv formade terrängen mellan Insjön och Österdalälven. Namnet Övre Heden är känt från 1600-talet, men bebyggelsen är en utlöpare från den äldre byn Holen. Övre Heden har starkt påverkats av framväxten av modern tätortsbildning. Trots det finns ett flertal äldre gårdsmiljöer och vägsträckningar bevarade.
Berg Olles parhärbre från 1600-talets början står som det östligaste i en rad av tre rödfärgade härbren, alla vända mot söder, bland gårdsmiljöer med ursprung i Siljansbygdens äldre byggnadsskick. Härbrena är på traditionellt vis placerade utanför gårdarnas kringbyggda strukturer. Härbret speglar den utveckling som Siljansbygdens timmerhuskultur genomgick från slutet av 1500-talet och in i början av 1600-talet samtidigt som allmogen fick ett större ekonomiskt välstånd. Berg Olles parhärbre ger en bild av den status, som ett härbre hade för den självägande allmogen i Siljansbygden. Byggnaden är mycket välbevarad på ursprunglig plats och visar hög byggnadsteknisk kvalité med stor detaljomsorg och spår av hantverksskicklighet. Vid samma tid började dalkarlarnas skicklighet som timmermän att efterfrågas för bygg- och anläggningsarbeten över stora delar av det svenska riket. Berg Olles parhärbre utgör ett viktigt bidrag till historien om den för svensk byggnadskultur särpräglade timmerhuskulturen i Dalarna och dess upphovsmän.
Berg Olles gård har delvis bevarad kringbyggd struktur och ett flertal byggnader från den äldre timmerhuskulturen. Åtminstone två av gårdens byggnader är från 1600-talet, förutom parhärbret även en lada. Berg Olles hör troligen till Övre Hedens äldsta gårdar medan namnet härrör från gårdens ägare kring år 1900. Vid storskiftet år 1818–20 tillhörde gården Halvars Olof Ersson. På storskifteskartan återfinns både nuvarande gårdsbildning och, nordväst om denna, tre härbren varav parhärbret och ytterligare ett har samma lägen som idag. De två härbren, som idag står bredvid parhärbret, är gavelhärbren från 1700- eller 1800-talet. Norr om gården är marken öppen.
Berg Olles parhärbre är ett långsideshärbre med svale under förtak. På härbret är årtalen 1620 och 1624 ristade på ett sådant sätt att de med stor sannolikhet anger tiden för uppförandet. Enligt en äldre uppgift fälldes timret på Präståkern där det tidigare växte skog. Då härbret saknar flyttmärken är det sannolikt, att det står på ursprunglig plats. Underredet med undergärdsstockar, nio stolpar, mushyllor samt bärlinor och golvkluvor, allt sannolikt original, är sammanbyggt med mycket hög kvalité. Timmerstommen har troligen ursprungligen varit rundtimrad, men senare slätbilats på utsidan.
Knutarna är mycket täta, troligen av typ rännknut, och med korta halsningar. Knuthjässorna har antydan till svängd urnliknande form vilket är ett tidsuttryck. Den sydöstra knutkedjan är något vittrad. Dörrarna har stocklås respektive draglås, det senare med beslag av ovanlig typ. I bottenvåningens högra rum finns en skyddsbränning mot onda väsen. Inredningen är välbevarad. Saltutfällningar påminner om härbrets funktion som förrådsbyggnad, bland annat för matvaror. I övervåningen finns små gluggar för ljusinsläpp, ett försett med ett äldre järnsmide. Taket består av ett laggtak, ett pärttak och ett tegeltak i lager ovanpå varandra.